# Безыменский, Александр Ильич
Алекса́ндр Ильи́ч Безыме́нский (6 [18] января или 7 [19] января 1898, Житомир — 26 июня 1973, Москва) — советский поэт, переводчик, сценарист и редактор, журналист. Участник Великой Отечественной войны.
Отец Льва Безыменского.

## Биография
Родился 6 (18 января) (или 7 (19 января)) 1898 года в Житомире (ныне Украина) в еврейской семье.
В 1916 году окончил гимназию во Владимире, некоторое время учился в Киевском коммерческом институте. В 1916 году вступил в РСДРП(б); участник Октябрьского вооружённого восстания в Петрограде. Во время восстания находился на обучении в 1-й  Петергофской  школе  прапорщиков, носил юнкерскую форму и называл себя «юнкер–большевик».
На протяжении многих лет был активным деятелем комсомольского движения; избирался в ЦК РКСМ 1-го созыва, был делегатом съездов комсомола. На VII съезде ВЛКСМ был избран почётным комсомольцем.
Печататься начал в 1918 году; в 1920-х годах — популярный комсомольский поэт. В начале 1924 года стал одним из авторов заявления в поддержку «Нового курса» Льва Троцкого; позже присоединился к числу «обличителей троцкизма».
В 1922 году был одним из основателей литературных групп «Молодая гвардия» и «Октябрь». Участник РАПП (1923—1926), группы «Литфронт» (1930). В 1923 году оставил должность редактора газеты «Красная молодёжь» и полностью отдался поэтическому творчеству.
Работал в выездных редакциях газет «Правда», «Комсомольская правда», на заводах и новостройках; в качестве сценариста работал в советской мультипликации. Делегат XVI съезда ВКП(б), на котором выступил с речью в стихах. Один из первых членов новосозданного Союза писателей СССР (с 13 мая 1934 года).
В 1920—1930 годы тираж его книг составил один миллион экземпляров, но уже в 1930-х годах его популярность снизилась.
В период сталинских репрессий в августе 1937 года исключён из ВКП(б), в ноябре того же года восстановлен.
Во время советско-финской войны (1939—1940) и Великой Отечественной войны находился на фронте в качестве специального корреспондента газет «За честь Родины» и «Во славу родины». Прошёл путь от Москвы до Праги, где встретил Победу, был награждён орденами Красного Знамени и Отечественной войны I степени. Эти годы и события нашли отражение в книге стихов «Фронтовая тетрадь».
Умер 26 июня 1973 года. Похоронен в Москве на Новодевичьем кладбище (участок № 7).

### Семья
Первая жена — Рахиль Захаровна Безыменская (1898—1963); сын от этого брака — писатель, журналист и историк Лев Безыменский.
Вторая жена — Мария Владимировна Безыменская, урождённая Туганова (1897—1995).

## Творчество
Первые сборники стихов — «Октябрьские зори» (1920) и «К солнцу» (1921) — отмечены чертами космически-отвлечённой поэзии тех лет. Преодолевая их, Безыменский обращался к изображению героики революционных будней: сборник «Как пахнет жизнь» (предисл. Л. Троцкого, 1924); стихи «О шапке», «О валенках» и др.). Поэт говорил, что если бы не его родовая фамилия, он взял бы её псевдонимом; в одном из ранних стихотворений, «Прежде всего» (1923), он писал: «Прежде всего, я член партии, а стихотворец — потом».
Является автором поэм «Городок» (1921, опубл. 1922—1923), «Владимир Ильич Ульянов» (1926), «Феликс» (1927), «Петербургский кузнец» (1937, опубл. 1939), «Война этажей», «Трагедийная ночь» (1930—1963), посвящённая строительству ДнепроГЭСа. Его называли комсомольским поэтом, многие стихи посвящёны комсомолу, в том числе «Комсофлотский марш», (1924), поэма «Комсомолия» (предисл. Л. Троцкого), 1924); («Молодая Гвардия» (1922), положенная на музыку, стала гимном комсомола. На его стихи Дмитрий Шостакович написал Вторую симфонию (Симфония № 2 «Посвящение Октябрю», си мажор, соч. 14).
Занимался он и переводами, его перу принадлежит, в частности, русский текст песни «Всё хорошо, прекрасная маркиза» (1936).
В многочисленных сатирических произведениях поэт бичует «отдельные негативные явления» (карьеризм, бюрократизм, подхалимство), разоблачает «международную реакцию» и «американский империализм»: поэма «День нашей жизни» (1928), пьеса в стихах «Выстрел» (1929), сборник «Гневные строки» (1949), «Книга сатиры» (1954). По оценке Вольфганга Казака, Безыменский «писал тенденциозные стихи на злобу дня, всегда отвечавшие партийной линии и наполненные радостным оптимизмом. В результате это — не более чем рифмованная журналистика».
Владимир Маяковский невысоко оценил творчество Безыменского в стихотворении «Юбилейное» (1924):

«… Надо,
чтоб поэт
и в жизни был мастак.
Мы крепки, 

как спирт в полтавском штофе.
Ну, а что вот Безыменский?!
Так…
ничего…
морковный кофе».
Дмитрий Кедрин в середине 1930-х годов, наблюдая за травлей Осипа Мандельштама, Николая Заболоцкого, Павла Васильева, написал едкую эпиграмму:

У поэтов жребий странен,

Слабый сильного теснит.

Заболоцкий безымянен,

Безыменский именит. 

По рассказу О. М. Брика, узнав, что многие цитаты из комедии «Горе от ума» стали пословицами, Безыменский начал выдумывать пословицы, чтобы потом приписать к ним комедию.
Со многими собратьями по перу его связывали далеко не дружеские отношения; он был одним из самых яростных критиков М. А. Булгакова, и существует версия, что именно Безыменский был прототипом Ивана Бездомного в романе Булгакова «Мастер и Маргарита». Критиковал Безыменский и Бориса Пастернака в связи с романом «Доктор Живаго» и призывал выслать автора из страны. В своем выступлении на собрании московских писателей 31 октября 1958 года он выразил настроения тех писателей, которые хотели бы свергнуть Пастернака с пьедестала, на котором он, по мнению многих, незаслуженно оказался.

## Фильмография[19]
- 1955 — Баллада о столе — автор сценария / чтец
- 1960 — МУК (мультипликационный крокодил) № 3 — автор сценария
- 1963 — Аппендицит («Фитиль» № 15) — автор сценария

## Награды
- орден Октябрьской Революции (19.01.1973)
- орден Красного Знамени (29.03.1943)[7]
- орден Отечественной войны 1-й степени (13.05.1945)[8]
- 2 ордена Трудового Красного Знамени (11.02.1948, «за заслуги в области художественной литературы и в связи с 50-летием со дня рождения»; 28.10.1967)
- орден Красной Звезды (1940)
- медали
- Почётный гражданин города Владимир[20]

## Память
- Именем Безыменского названа улица во Владимире.
- Ещё при жизни поэта про него была сочинена эпиграмма: «Волосы дыбом, зубы торчком, старый дурак с комсомольским значком»[21].